# Гвенони
Гвенони, също морски котки, се наричат коткоподобните маймуни от род Cercopithecus и сродните Chlorocebus, Allenopithecus, Miopithecus и Erythrocebus. Срещат се в Африка на юг от Сахара, като повечето видове имат ограничен ареал на разпространение и по няколко локални подвида. Макар и често срещани в зоопаркове, като циркови маймунки или домашни любимци, повечето гвенони са редки или застрашени от изчезване.
Наименованието морски котки идва от холандското им име meerkat или немското meerkatze, тоест: морска котка. Вероятните причини да бъдат наречени така са две: оприличаването им с котки, включително и в качеството им на домашни любимци, като каквито са гледани през XVI век маймуните по корабите, или връзка със санскритската дума за маймуна – markata.

## Класификация
Донеотдавна трибата на гвеноните бе оглавявана от Зелената морска котка (Cercopithecus aethiops), но в съвременната класификация тези маймуни се отделят в собствен род Chlorocebus с вече 6 отделни вида. От Cercopithecus се отделят и родовете Miopithecus и Allenopithecus, а като цяло таксономичната класификация на гвеноните като видове или подвидове все още не е утвърдена.
- семейство Cercopithecidae - Маймуни
  - подсемейство Cercopithecinae
    - триба Cercopithecini – Гвенони
      - род Allenopithecus – аленови маймуни
        - Allenopithecus nigroviridis – Блатна маймуна на Ален

      - род Miopithecus – гвенони джуджета, талапойни
        - Miopithecus talapoin – Талапойн, гвенон джудже (анголски)
        - Miopithecus ogouensis (Miopithecus talapoin ssp.) – Северен талапойн (габонски)

      - род Erythrocebus – Патаси
        - Erythrocebus patas – Патас

      - род Chlorocebus – зелени морски котки, гриветки
        - Chlorocebus aethiops – Гриветка, етиопска зелена морска котка
        - Chlorocebus sabaeus – Западна гриветка, зелена морска котка
        - Chlorocebus djamdjamensis – Баленска зелена морска котка
        - Chlorocebus tantalus – Танталова зелена морска котка
        - Chlorocebus pygerythrus – Верветка, южна зелена морска котка
        - Chlorocebus cynosuros (Chlorocebus pygerythrus ssp.) – Малбрук

      - род Cercopithecus – гвенони
        - Cercopithecus dryas – Гвенон дриада
        - Cercopithecus diana – Гвенон диана
        - Cercopithecus roloway (Cercopithecus diana ssp.) – Роловей
        - Cercopithecus nictitans – Голям белонос гвенон
        - Cercopithecus mitis – Диадемен гвенон, синя морска котка, самонго
        - Cercopithecus doggetti (Cercopithecus mitis ssp.) – Сребрист гвенон
        - Cercopithecus kandti (Cercopithecus mitis ssp.) – Златист гвенон
        - Cercopithecus albogularis (Cercopithecus mitis ssp.) – Белогърл гвенон, гвенон на Сайкс
        - Cercopithecus mona – Гвенон мона
        - Cercopithecus campbelli – Гвенон на Кембъл, мона на Кембъл
        - Cercopithecus lowei (Cercopithecus campbelli ssp.) – Гвенон на Лоу, мона на Лоу
        - Cercopithecus pogonias – Коронован гвенон, златокоремен гвенон
        - Cercopithecus wolfi (Cercopithecus pogonias ssp.) – Гвенон на Волф, мона на Волф
        - Cercopithecus denti (Cercopithecus wolfi ssp.) – Гвенон на Дент, мона на Дент
        - Cercopithecus petaurista – Малък белонос гвенон
        - Cercopithecus erythrogaster – Червенокоремен гвенон
        - Cercopithecus sclateri (Cercopithecus erythrotis ssp.) – Гвенон на Склатер
        - Cercopithecus erythrotis – Червеноух гвенон
        - Cercopithecus cephus – Мустакат гвенон
        - Cercopithecus ascanius – Червеноопашат гвенон
        - Cercopithecus lhoesti – Гвенон на Ел’Хоест, планински гвенон
        - Cercopithecus preussi (Cercopithecus lhoesti ssp.) – Гвенон на Преус
        - Cercopithecus solatus – Слънцеопашат гвенон
        - Cercopithecus hamlyni – Совоглав гвенон, гвенон на Хамлин
        - Cercopithecus neglectus – Гвенон де Браза, бразова морска котка
        - Cercopithecus lomamiensis – Ломамски гвенон